# Pabandom iš naujo! 2020
La prima edizione di Pabandom iš naujo! (in italiano: Riproviamoci!) si è tenuta tra l'11 gennaio e il 15 febbraio 2020 presso gli studi televisivi di LRT a Vilnius e la Žalgirio Arena di Kaunas e ha selezione il rappresentante della Lituania all'Eurovision Song Contest 2020 di Rotterdam.
I vincitori sono stati The Roop con On Fire.

## Organizzazione
Come le precedenti selezioni nazionali, l'organizzazione della selezione è spettata all'emittente radiotelevisiva pubblica Lietuvos Nacionalinis Radijas ir Televizija (LRT).
L'emittente ha ricevuto i brani candidati tra il 30 settembre all'8 dicembre 2019, selezionando tra i 60 aspiranti, i 36 partecipanti alla selezione.
Lo show è composto da 6 serate in tutto: 3 per i quarti di finale, 2 per le semifinali e l'ultima per la finale, che ha selezionato il vincitore del concorso.

## Partecipanti
La lista dei partecipanti annunciata il 3 gennaio 2020.
| Artista              | Titolo                    | Lingua  | Compositori                                                                                   |
| -------------------- | ------------------------- | ------- | --------------------------------------------------------------------------------------------- |
| Abrokenleg           | Electric Boy              | Inglese | Aistė Motiejūnaitė, Darjuš Loznikov, Edvard Ragoža, Adas Gecevičius                           |
| Aika                 | Paradas                   | Lituano | Jekaterina Fiodorova, Germanas Skoris                                                         |
| Aistay               | Dangus man tu             | Lituano | Aistė Tomkevičiūtė                                                                            |
| Aistė Pilvelytė      | Unbreakable               | Inglese | Thomas G:son, Johnny Sanchez                                                                  |
| Alen Chicco          | Somewhere Out Here        | Inglese | Tomas Alenčikas, Faustas Venckus                                                              |
| Andy Vaic            | Why Why Why               | Inglese | Andrius Vaicenavičius, Faustas Venckus                                                        |
| Antturi              | I Gotta Do                | Inglese | Žeraldas Povilaitis, Marija Povilaitė                                                         |
| Baltos Varnos        | Namų dvasia               | Lituano | Milda Andrijauskaitė-Bakanauskienė, Teresė Andrijauskaitė                                     |
| Bernardas            | Dad, Don't Be Mad at Me   | Inglese | Bernardas Garbačauskas                                                                        |
| Donata Virbilaitė    | Made of Wax               | Inglese | Christopher Wortley, Niko Westelinck, Hannah Brine, DWB                                       |
| Evgenija Red'ko      | Far                       | Inglese | Asaf Yehuda, Evgenija Red'ko, Rolands Venckys                                                 |
| Gabrielius Vagelis   | Tave čia randu            | Lituano | Gabrielius Vagelis, Bjorn Holmesland, Snorre Bergerud                                         |
| Germantas Skoris     | Chemistry (Breaking Free) | Inglese | Germanas Skoris                                                                               |
| Glossarium           | Game Over                 | Inglese | Saulius Šivickas, Tadas Kaminskas, Lukas Gubanovas, Aivaras Daniel, Aurimas Jazdauskas        |
| Indraya              | You and I                 | Inglese | Andrius Bernatonis, Joel Wayman                                                               |
| Justina Žukauskaitė  | Breathe In                | Inglese | Samuel Bugia Garrido, Justina Žukauskaitė                                                     |
| Justinas Lapatinskas | High Way Story            | Inglese | Justinas Stanislovaitis, Justinas Lapatinskas, Marius Matulevičius                            |
| KaYra                | Alligator                 | Inglese | Kristina Radžiukynaitė, Marius Leskauskas                                                     |
| Kristina Jure        | My Sound of Silence       | Inglese | Aurimas Papečkys                                                                              |
| Lukas Bartaška       | Where Is That Change?     | Inglese | Leonardas Pilkauskas, Lukas Bartaška                                                          |
| Lukas Norkūnas       | Atsiprašyk                | Lituano | Lukas Norkūnas                                                                                |
| Meandi               | Drip                      | Inglese | Saulius Šemiotas                                                                              |
| Monika Marija        | If I Leave                | Inglese | Monika Marija Paulauskaitė, Marius Leskauskas                                                 |
| Monique              | Make Me Human             | Inglese | Vytautas Bikus                                                                                |
| Nombeko Augustė      | Reikia man                | Lituano | Kasparas Barisas, Nombeko Augustė Khotseng                                                    |
| Petunija             | Show Ya                   | Inglese | Agnė Šiaulytė, Kęstutis Vaitkevičius                                                          |
| Rokas Povilius       | Vilnius Calling           | Inglese | Rokas Povilius                                                                                |
| Ruslanas Kirilkinas  | Soldier's Heart           | Inglese | Edgaras Lubys                                                                                 |
| Rūta Loop            | We Came from the Sun      | Inglese | Rūta Žibaitytė, Kasparas Meginis, Edgaras Žaltauskas, Paulius Vaicekauskas                    |
| Soliaris             | Breath                    | Inglese | Rolandas Venckias, Viktoras Olechnovičius, Algimantas Minalga, Ray Andre                      |
| The Backs            | Fully                     | Inglese | Berta Timinskaitė, Artiomas Penkevičius, Algė Matekūnaitė, Eglė Gadeikytė, Silvija Pankūnaitė |
| The Roop             | On Fire                   | Inglese | Vaidotas Valiukevičius, Robertas Baranauskas, Mantas Banišauskas                              |
| Twosome              | Playa                     | Inglese | Justinas Stanislovaitis, Paulius Šinkūnas, Marius Matulevičius                                |
| Viktorija Miškūnaitė | The Ocean                 | Inglese | Jacob Jonia, Viktorija Miškūnaitė                                                             |
| Vitalijus Špokaitis  | Nemušk savęs              | Lituano | Dominykas Vaitiekūnas, Rolandas Venckys, Dovydas Kiauka                                       |
| Voldemars Petersons  | Wings of Freedom          | Inglese | Voldemars Petersons                                                                           |

## Quarti di finale

### Primo quarto
Il primo quarto si è tenuto l'11 gennaio 2020 presso gli studi di LRT.
La giuria è stata composta da: Darius Užkuraitis, Gerūta Griniūtė, Giedrė Kilčiauskienė, Vaidotas Stackevičius e Leon Somov.
| #  | Artista              | Titolo         | Punteggio | Punteggio | Punteggio | Punteggio | Punteggio | Posizione |
| #  | Artista              | Titolo         | Giuria    | Giuria    | Televoto  | Televoto  | Totale    | Posizione |
| -- | -------------------- | -------------- | --------- | --------- | --------- | --------- | --------- | --------- |
| 1  | Glossarium           | Game Over      | 18        | 4         | 218       | 2         | 6         | 8         |
| 2  | Baltos Varnos        | Namų dvasia    | 46        | 10        | 592       | 10        | 20        | 2         |
| 3  | Justinas Lapatinskas | High Way Story | 8         | 1         | 43        | 0         | 1         | 10        |
| 4  | Aistay               | Dangus man tu  | 11        | 2         | 228       | 3         | 5         | 9         |
| 5  | Petunija             | Show Ya        | 24        | 6         | 240       | 5         | 11        | 6         |
| 6  | Lukas Norkūnas       | Atsiprašyk     | 1         | 0         | 83        | 0         | 0         | 12        |
| 7  | Donata Virbilaitė    | Made of Wax    | 4         | 0         | 125       | 1         | 1         | 11        |
| 8  | Andy Vaic            | Why Why Why    | 22        | 5         | 446       | 7         | 12        | 5         |
| 9  | Aika                 | Paradas        | 18        | 4         | 237       | 4         | 8         | 7         |
| 10 | Meandi               | Drip           | 46        | 10        | 461       | 8         | 18        | 3         |
| 11 | Monika Marija        | If I Leave     | 54        | 12        | 1 006     | 12        | 24        | 1         |
| 12 | Gabrielius Vagelis   | Tave čia randu | 38        | 7         | 394       | 6         | 13        | 4         |

### Secondo quarto
Il secondo quarto si è tenuto il 18 gennaio 2020 presso gli studi di LRT.
La giuria è stata composta da: Darius Užkuraitis, Gerūta Griniūtė, Giedrė Kilčiauskienė, Vaidotas Stackevičius e Leon Somov.
| #  | Artista              | Titolo                    | Punteggio | Punteggio | Punteggio | Punteggio | Punteggio | Posizione |
| #  | Artista              | Titolo                    | Giuria    | Giuria    | Televoto  | Televoto  | Totale    | Posizione |
| -- | -------------------- | ------------------------- | --------- | --------- | --------- | --------- | --------- | --------- |
| 1  | Rūta Loop            | We Came from the Sun      | 45        | 10        | 523       | 4         | 14        | 4         |
| 2  | Soliaris             | Breath                    | 22        | 5         | 179       | 1         | 6         | 7         |
| 3  | Kristina Jure        | My Sound of Silence       | 28        | 6         | 1 071     | 12        | 18        | 2         |
| 4  | Alen Chicco          | Somewhere Out There       | 39        | 8         | 522       | 6         | 14        | 5         |
| 5  | Indraya              | You and I                 | 3         | 0         | 264       | 2         | 2         | 12        |
| 6  | Germanas Skoris      | Chemistry (Breaking Free) | 18        | 4         | 428       | 4         | 8         | 6         |
| 7  | Viktorija Miškūnaitė | The Ocean                 | 34        | 7         | 670       | 8         | 15        | 3         |
| 8  | Antturi              | I Gotta Do                | 11        | 1         | 266       | 3         | 4         | 9         |
| 9  | Abrokenleg           | Electric Boy              | 14        | 3         | 142       | 0         | 3         | 10        |
| 10 | Twosome              | Playa                     | 4         | 0         | 517       | 5         | 5         | 8         |
| 11 | Monique              | Make Me Human             | 60        | 12        | 851       | 10        | 22        | 1         |
| 12 | Voldemars Petersons  | Wings of Freedom          | 12        | 2         | 155       | 0         | 2         | 11        |

### Terzo quarto
Il terzo quarto si è tenuto il 25 gennaio 2020 presso gli studi di LRT.
La giuria è stata composta da: Darius Užkuraitis, Gerūta Griniūtė, Giedrė Kilčiauskienė, Vaidotas Stackevičius e Leon Somov.
| #  | Artista             | Titolo                  | Punteggio | Punteggio | Punteggio | Punteggio | Punteggio | Posizione |
| #  | Artista             | Titolo                  | Giuria    | Giuria    | Televoto  | Televoto  | Totale    | Posizione |
| -- | ------------------- | ----------------------- | --------- | --------- | --------- | --------- | --------- | --------- |
| 1  | The Backs           | Fully                   | 12        | 2         | 757       | 7         | 9         | 6         |
| 2  | Bernardas           | Dad, Don't Be Mad at Me | 2         | 0         | 703       | 6         | 6         | 9         |
| 3  | Justina Žukauskaitė | Breathe In              | 10        | 1         | 239       | 1         | 2         | 11        |
| 4  | Rokas Povilius      | Vilnius Calling         | 26        | 6         | 526       | 5         | 11        | 5         |
| 5  | KaYra               | Alligator               | 33        | 7         | 1 240     | 8         | 15        | 3         |
| 6  | Lukas Bartaška      | Where Is That Change?   | 1         | 0         | 93        | 0         | 0         | 12        |
| 7  | Evgenija Red'ko     | Far                     | 50        | 10        | 423       | 4         | 14        | 4         |
| 8  | Ruslanas Kirilkinas | Soldier's Heart         | 17        | 4         | 383       | 3         | 7         | 8         |
| 9  | Nombeko Augustė     | Reikia man              | 26        | 6         | 247       | 2         | 8         | 7         |
| 10 | Vitalijus Špokaitis | Nemušk savęs            | 13        | 3         | 183       | 0         | 3         | 10        |
| 11 | Aistė Pilvelytė     | Unbreakable             | 46        | 8         | 1 692     | 10        | 18        | 2         |
| 12 | The Roop            | On Fire                 | 54        | 12        | 2 175     | 12        | 24        | 1         |

## Semifinali

### Prima semifinale
La prima semifinale si è tenuta il 1º febbraio 2020 presso gli studi di LRT.
| # | Artista              | Titolo               | Punteggio | Punteggio | Punteggio | Punteggio | Punteggio | Posizione |
| # | Artista              | Titolo               | Giuria    | Giuria    | Televoto  | Televoto  | Totale    | Posizione |
| - | -------------------- | -------------------- | --------- | --------- | --------- | --------- | --------- | --------- |
| 1 | KaYra                | Alligator            | 34        | 7         | 2 080     | 8         | 15        | 3         |
| 2 | Viktorija Miškūnaitė | The Ocean            | 11        | 2         | 862       | 3         | 5         | 9         |
| 3 | Baltos Varnos        | Namų dvasia          | 32        | 6         | 1 258     | 7         | 13        | 5         |
| 4 | Rūta Loop            | We Came from the Sun | 35        | 8         | 1 224     | 6         | 14        | 4         |
| 5 | Gabrielius Vagelis   | Tave čia randu       | 24        | 4         | 576       | 2         | 6         | 8         |
| 6 | The Roop             | On Fire              | 45        | 10        | 5 192     | 12        | 22        | 2         |
| 7 | Kristina Jure        | My Sound of Silence  | 19        | 3         | 963       | 4         | 7         | 7         |
| 8 | Alen Chicco          | Somewhere Out There  | 29        | 5         | 1 096     | 5         | 10        | 6         |
| 9 | Aistė Pilvelytė      | Unbreakable          | 56        | 12        | 2 521     | 10        | 22        | 1         |

### Seconda semifinale
La seconda semifinale si è tenuta l'8 febbraio 2020 presso gli studi di LRT.
Il 2 febbraio 2020 è stato annunciato che, a causa di problemi di salute, Evgenija Red'ko si è ritirata dalla selezione. Pertanto in questa semifinale hanno preso parte solo 8 artisti.
| # | Artista         | Titolo                    | Punteggio | Punteggio | Punteggio | Punteggio | Punteggio | Posizione |
| # | Artista         | Titolo                    | Giuria    | Giuria    | Televoto  | Televoto  | Totale    | Posizione |
| - | --------------- | ------------------------- | --------- | --------- | --------- | --------- | --------- | --------- |
| 1 | Meandi          | Drip                      | 40        | 8         | 486       | 6         | 14        | 3         |
| 2 | Petunija        | Show Ya                   | 23        | 4         | 195       | 3         | 7         | 7         |
| 3 | Germanas Skoris | Chemistry (Breaking Free) | 33        | 7         | 339       | 5         | 12        | 5         |
| 4 | Monique         | Make Me Human             | 54        | 10        | 2 618     | 12        | 22        | 2         |
| 5 | Rokas Povilius  | Vilnius Calling           | 26        | 5         | 588       | 7         | 12        | 6         |
| 6 | Monika Marija   | If I Leave                | 56        | 12        | 1 652     | 10        | 22        | 1         |
| 7 | Andy Vaic       | Why Why Why               | 15        | 3         | 321       | 4         | 7         | 8         |
| 8 | The Backs       | Fully                     | 28        | 6         | 606       | 8         | 14        | 4         |
| — | Evgenija Red'ko | Far                       | —         | —         | —         | —         | —         | —         |

## Finale
La finale si è tenuta il 15 febbraio 2020 presso la Žalgirio Arena di Kaunas. 650.000 telespettatori hanno assistito alla diretta televisiva.
| # | Artista         | Titolo               | Punteggio | Punteggio | Punteggio | Punteggio | Punteggio | Posizione |
| # | Artista         | Titolo               | Giuria    | Giuria    | Televoto  | Televoto  | Totale    | Posizione |
| - | --------------- | -------------------- | --------- | --------- | --------- | --------- | --------- | --------- |
| 1 | Aistė Pilvelytė | Unbreakable          | 62        | 5         | 7 370     | 8         | 13        | 5         |
| 2 | Rūta Loop       | We Came from the Sun | 75        | 7         | 1 866     | 6         | 13        | 4         |
| 3 | KaYra           | Alligator            | 47        | 4         | 1 308     | 5         | 9         | 7         |
| 4 | Monika Marija   | If I Leave           | 87        | 8         | 6 570     | 7         | 15        | 3         |
| 5 | Meandi          | Drip                 | 63        | 6         | 703       | 3         | 9         | 6         |
| 6 | The Roop        | On Fire              | 128       | 12        | 50 139    | 12        | 24        | 1         |
| 7 | The Backs       | Fully                | 42        | 3         | 966       | 4         | 7         | 8         |
| 8 | Monique         | Make Me Human        | 101       | 10        | 15 962    | 10        | 20        | 2         |